# Scinax acuminatus
Scinax acuminatus là một loài ếch thuộc họ Nhái bén.
Loài này có ở Argentina, Bolivia, Brasil, Paraguay, và có thể cả Uruguay.
Môi trường sống tự nhiên của chúng là xavan ẩm, vùng cây bụi ẩm khu vực nhiệt đới hoặc cận nhiệt đới, đồng cỏ nhiệt đới hoặc cận nhiệt đới vùng ngập nước hoặc lụt theo mùa, hồ nước ngọt, hồ nước ngọt có nước theo mùa, đầm nước ngọt, đầm nước ngọt có nước theo mùa, vùng đồng cỏ, vườn nông thôn, rừng thoái hóa nghiêm trọng, ao, và kênh, mương.
Chúng hiện đang bị đe dọa vì mất môi trường sống.